# Tržní scény
Pojem „tržní scény“ označuje velmi specifický způsob vyobrazování aktu směny zboží, nacházející se v některých staroegyptských, převážně úřednických hrobkách. Tržní scény se v hrobech vyskytují výlučně v druhé polovině 5. dynastie a na začátku 6. dynastie (tj. 24. – 23. stol. př. Kr.). Podle M. Bárty je možné jednak rozeznat tzv. prodejce a kupce a zároveň tři skupiny obyvatel, kteří na scénách vystupují. Jedná se o zemědělce a rybáře (v případě rybářství výlučně mužské postavy – rybolov byl vyhrazen pouze mužům), kteří přinášejí na trh své plodiny, druhou skupinu představují lokální drobní řemeslníci, kteří přinášejí jako platidlo svoje výrobky (např. sandály nebo vějíře), třetí skupinou jsou státem placení řemeslníci, kněží a nižší státní úředníci, kteří byli vyplácení v naturáliích (např. pivo a chléb).
V roce 2003, bylo známo 11 hrobek obsahujících tyto scény. Všechny se, až na jednu výjimku kterou je pohřebiště v Gíze,  nacházejí v hrobkách na pohřebištích v Abúsíru a v Sakkáře. Převážná část z nich se nenachází v hrobkách královských, ale v hrobkách nižších státních úředníků. 
Na scénách je nejčastěji zobrazována směna tohoto zboží (produkty nabízené na trhu):
- ryby – 10x
- ovoce – 8x
- zelenina – 13x
- olej – 9x
- obilí – 6x

Jako platidlo se vyskytují tyto předměty:
- chléb – 7x
- pivní džbány – 6x
- košíky – 5x
- vějíře – 5x
- perly – 4x
- mísy nebo nádoby – 4x
- sandály – 3x